# Ulrich Craemer (Moderator)
Ulrich Craemer (* 1. Februar 1940) ist ein ehemaliger deutscher Journalist und Moderator. Er war unter anderem in der ARD und im ZDF beschäftigt. Später wurde er Chefredakteur Fernsehen beim SWF.

## Leben
Craemer studierte Politikwissenschaft, Geschichte und Zeitungswissenschaft an der Ludwig-Maximilians-Universität München. Danach war er als Redakteur beim ZDF-Landesstudio Bayern tätig. Von 1968 bis 1970 hielt er sich als Redakteur beim CBC/Radio-Canada in Toronto auf. Er moderierte Sendungen wie zum Beispiel Die Drehscheibe (1979–1982) oder die tele-illustrierte (1982–1990). Von 1991 bis 1993 übernahm er die Leitung des Landesstudios Bayern. Von 1993 bis 1996 war er Chefredakteur Fernsehen des Südwestfunks. In seinen Aufgabenbereich fiel auch die zentrale Fernseh-Nachrichtenredaktion der ARD: ARD-aktuell. 1993 wechselte er zum SWF, wo er von Januar 1996 bis Juni 1998 das Politmagazin Report Baden-Baden moderierte. Zu Landtags- und Bundestagswahlen wirkte er an Sondersendungen mit.